# Александра Трусова
Александра ВячеславовнаТрусова (на руски: Алекса́ндра Вячесла́вовна Тру́сова) е руска фигуристка. Тя е сребърна медалистка от Зимните олимпийски игри в Пекин 2022, бронзова медалистка от Световното първенство в Стокхолм 2021, двукратна бронзова медалистка на европейските първенства по фигурно пързаляне.
Трусова е сочена за пионер на техническата революция в женското фигурно пързаляне, ставайки първата жена, изпълнила успешно четворен лутц, четворен флип и четворен тулуп, втората, изпълнила четворен салхов (след Мики Андо) и първата, изпълнила успешно два и три четворни скока в една волна програма, правейки го съответно на Световното младежко първенство 2018 и Nepela Trophy 2019. Тя също е и първата, приземила четири и пет четворни скока в една волна програма, на Зимните олимпийски игри в Пекин 2022. В момента тя държи четири световни рекорда на Гинес, последният от които е за приземения четворен флип на Гран При финала 2019. Техническият ѝ резултат от 92.35 точки във волната програма на Световното младежко първенство е най-високият в историята, до промените в системата за оценяване в края на сезон 2017/2018.
На състезанието от младежките сериите Гран При в Литва 2018 тя става първата жена, приземила четворен скок в комбинация, изпълнявайки четворен и троен толуп. На турнира от младежките серии Гран При в Армения 2018 тя става първата жена, приземила четворен лутц в международно състезание. На Skate Canada 2019 става първата жена, изпълнили четворен скок в комбинация във втората част на волната програма, приземявайки четворен толуп в комбинация с троен салхов. Трусова е първата и единствена жена, която изпълнява четири различни четворни скока по време на състезания – толуп, салхов, флип и лутц, и първата, постигнала над 100 точки за технически резултат – 100.20 по време на волната програма на Skate Canada 2019, също е и олимпийска рекордьорка със 106.16 от Олимпийските игри в Пекин 2022.

## Биография
Трусова е родена на 23 юни 2004 г. в Рязан, Рязанска област. Тя има двама по-малки братя – Егор и Иван. Трусова е любителка на кучетата и има пет – чихуахуа на име Тина, която често я придружава на състезания, хъски на име Джак, малък кралски пудел Лана, който тя получава на Rostelecom Cup за спечеления златен медал на Младежкото световно първенство 2019 и за приземения първи от нея троен аксел на тренировка, басенджи на име Алита и последното ѝ – втори мини пудел на име Ела (кръстен на волната ѝ програма за сезон 2021 – 22 Круела). Кратка биография на кариерата ѝ през тинейджърските ѝ години излиза в Русия под заглавието „Александра Трусова. Момичето, което се бори с гравитацията: И променя света на женското фигурно пързаляне“. През 2019 година е направен и английски превод.
На 17 август 2024 година Александра Трусова се омъжва за Макар Игнатов и приема неговата фамилия. Двойката разкрива в началото на 2024 г., че са заедно. След няколко месеца на 17 юни 2024 г. Макар предлага брак на Трусова 6 дни преди рождения ѝ ден.

## Кариера

### Ранна кариера
Трусова започва да се учи да се пързаля през 2008 година. Тя тренира в Рязан при Олга Шевцова, преди да се премести в Москва през 2015 г. Етери Тутберидзе и Сергей Дудаков стават нейни треньори през 2016 г.
Трусова финишира 4-та на Руския младежки шампионат през 2017, след 6-о място в кратката програма и 4-то във волната.

### Сезон 2017 – 2018: младежки международен дебют и четворен скок в състезание
Трусова дебютира в международно състезание на етапа от Младежката Гран При (МГП) в Бризбън, Австралия. Тя печели златото след първо място в двете програми, изпреварвайки съотборничката си Анастасия Гулякова. Тя приземява четворен салхов с недозавъртане във волната си програма. Резултатът ѝ от 197.69 точки е трети в историята на младежко ниво, след Алина Загитова и Марин Хонда.
Тя печели етапа от МГП в Беларус, класирайки се за Младежките Гран При финали. На финалите Трусова постига 73.15, счупвайки младежкия световен рекорд в кратката програма. Във волната си програма постига 132.36, около половин точка по-малко от съотборничката си Альона Косторная. Въпреки това, Трусова печели състезанието.
През януари 2018 г. Трусова печели златен медал на Руското младежко първенство 2018 г. след първо място в кратката програма и трето във волната. Тя изпреварва Косторная с 0.6 точки.
През март 2018 г. Трусова печели златен медал на Световното младежко първенство, печелейки и двете програми. Резултатът ѝ във волната програма от 153.49 поставя нов световен рекорд за младежка волна програма, а общият ѝ резултат от 225.52 е световен младежки рекорд за общ резултат. На състезанието Трусова става първата жена, приземила четворен толуп и втората, приземила четворен салхов след Мики Андо, също така и първата, направила два четворни скока в една програма. Нейният четворен скок е първият, признат от 16 години, след този на Андо през 2002. Техническият резултат на Трусова от 92.35 е най-високият по това време резултат в женското фигурно пързаляне, както за девойки, така и за жени. Общият ѝ резултат от 225.52 би я поставил на първо място на Световното първенство за жени през същата година, въпреки ниският ѝ резултат за компоненти и липсата на хореографски елементи.

### Сезон 2018 – 2019: втора младежка световна титла
Трусова започва сезона на МГП 2018. На първото състезание в Каунас, Литва, тя печели златото след първо място в двете програми и преднина от 30 точки пред Ким Йе-Йъм. Към 2018 г. резултатите ѝ от състезанието са най-високите в историята на фигурното пързаляне за девойки. Там Трусова става и първата жена, направила комбинация с четворен скок – четворен и троен толуп, получавайки 16.14 точки. Тя също така става първата жена, опитала четворен лутц на състезание, който приземява, но не е ратифициран заради недозавъртане. 
На второто ѝ състезание от МГП в Ереван,Армения, тя отново печели първо място, печелейки и двете програми. Втората състезателка, Альона Канишева, остава на 33 точки. Трусова подобрява собствения си рекорд във волната програма и става първата жена, приземила четворен лутц на международно състезание (съотборничката ѝ Анна Шербакова приземява два четворни лутца в домашно състезание няколко дни по-рано). С двете си победи Трусова се класира за Младежките Гран при финали 2018 – 2019.
На Финалите тя печели сребърен медал след втори места в двете програми. Тя губи от Косторная с около 2.5 точки. Във волната програма Трусова приземява четворен толуп, но прави грешки на два четворни лутца.
На Руското национално първенство 2019 печели сребърен медал след втори места в двете програми. Във волната програма приземява четворен лутц, но пада на недозавъртян четворен толуп и завършва на 0.07 точки зад Шербакова.
Трусова успешно защитава титлата си на Световното младежко първенство 2019, след второ място в кратката програма и първо във волната.

### Сезон 2019 – 2020: международен дебют при жените
Трусова започва сезона си на 2019 CS Ondrej Nepela Memorial, където печели златен медал и поставя няколко нови световни рекорда. Във волната програма, тя става първата жена направила три четворни скока, приземявайки четворен лутц и два четворни толупа, вторият в комбинация. Тя поставя нов рекорд във волната програма – 163.78, както и рекорд в общия резултат – 238. 69. Техническият ѝ резултат от 98.34 във волната програма също е нов световен рекорд. Трусова получава 14.72 за нейния четворен лутц, нов рекорд за най-висока оценка на скок, направен от жена.
На 5 октомври, Трусова участва в отборното състезание Japan Open, където печели състезанието след четири четворни скока – салхов, лутц, комбинация четворен-троен толуп и комбинация чеворен толуп-валей-троен салхов – постигайки над 160 точки. След като състезанието не е официално за Международния Кънки Съюз (МКС), броят на четворните ѝ скокове не е признат като първи в историята на международно състезание.
Трусова прави своя дебют в Гран При сериите на 2019 Skate Canada International, където печели златото, след трето място в кратката програма и първо във волната. Изпълнявайки комбинациите четворен-троен толуп и четворен толуп-валей-троен салхов става първата жена, приземила две комбинация четворен-троен скок в една програма в състезание под егидата на МКС. Също така става и първата жена, приземила комбинация четворен-троен скок във втората част на волната програма. Тя постава нов рекорд за волна програма – 166.62 и за общ резултат – 241.02. Техническият ѝ резултат от 100.20 точки във волната програма също е нов рекорд. На второто състезание от сериите Гран При – 2019 Rostelecom Cup Трусова печели първото място, след второ място в кратката програма (зад Евгения Медведева) и първо във волната, въпреки 2 падания в програмата.
С резултатите си Трусова се класира за Гран При финалите в Торино. В кратката програма, тя за първи път опитва да изпълни троен аксел, но го недозавърта и пада. Тя завършва пета в кратката програма на 14 точки зад лидерката Косторная. Трусова казва, че е решила да включи скока, защото „константо го приземявам на тренировки“ през предната седмица и казва „Обичам да рискувам, без риск нямаше да постигна това, което имам към този момент“. Във волната програма Трусова опитва за първи път в състезание четворен флип, приземявайки го чисто, заедно с четворни лутц и толуп, но приземява на два крака четворен салхов и пада на друг четворен толуп. Тя става първата жена, опитала пет четворни скока, както и първата опитала четири различни четворни скока. След трето място във волната програма, тя печели брозна, след Косторная и Шербакова.
На Руското национално първенство 2020 Трусова завършва трета на кратката програма, избирайки да не изпълни троен аксел. На волната програма тя пада на опитите си за четворни лутц и флип и приземява на два крака първия си четворен толуп. Тя приземява останалите си скокове и остава на трето място. Трусова е недоволна от представянето си и заявява, че иска да научи четворен ритбергер до края на сзона.
На Европейското първенство 2020 Трусова изпълнява двоен аксел. Резултатът и от 74.95 в кратката програма я праща на трето място след Косторная и Шербакова. Във волната програма пада на два от четворните си скокове, но приземява комбинация четворен-троен толуп. Тя завършва трета в състезанието, печелейки бронз. Трусова е избрана да участва на Световното първенство 2020 в Монреал, но то е отложено заради пандемията от Covid-19.
На 6 май 2020 руските медии Неваспорт и Спорт24 обявяват, че Трусова е решила да се раздели с треньорката си Етери Тутберидзе и да се присъедини към академията на Евгений Плюшченко „Ангелите на Плюшченко“. Заедно с нея напускат и треньора Сергей Рязанов, както и тренировъчните ѝ партньорки Вероника и Альона Жилини. Според Спорт24, Трусова е избрала да напусне групата на Тутберидзе заради липса на внимание от самата Тутберидзе в месеците след отмяната на Световното първенство, както и заради цялостното ѝ недоволство, относно мястото ѝ в групата. 

### Сезон 2020 – 2021: бронзов медал на Световното първенство
Трусова взема участие на Руските тестови пързаляния 2020, изпълнявайки успешно четворен толуп в комбинация. Във втория етап на Купата на Русия в Москва, Трусова прави грешка на троен аксел в кратката програма и остава трета след Камила Валиева и Дария Усачьова. Във волната програма Трусова изпълнява чисто два четворни толупа, единият в комбинация и печели състезанието. В четвъртия етап в Казан прави пристъпване на троен аксел в кратката програма и остава втора след Косторная. Във волната изпълнява чисто три четворни скока, но пада на четвъртия, както и на един от тройните ѝ скокове. Въпреки това с резултат 171.21 печели второ поредно състезание.
В кратката програма на Rostelecom Cup 2020 Трусова пада на недозавъртян троен аксел и остава трета след Косторная и Елизавета Туктамишева с резултат 70.81, най-ниският ѝ в международно състезание от септември 2017. Във волната програма също има проблеми, падайки четири пъти и получавайки негативни оценки за изпълнение на два други скокови компонента. Общият ѝ резултат от 198.93 я праща на четвърто място, първото финиширане на Трусова извън подиума от Руското младежко първенство 2017.
На Руското национално първенство 2021 Трусова завършва четвърта в кратката програма след Шербакова, Валиева и Усачьова. Във волната приземява два четворни лутца, завъшва трета там, както и в общото класиране и печели бронзов медал. След състезанието говори за проблемите си с контузия и казва „два четворни във волната програма са много малко за мен и ще опитам да направя повече, но днес това беше максимумът, който межех да направя“.
След отмяната на Европейското първенство, Трусова участва в Купата на Първи Канал, отборно състезание. Тя е част от „Отбора на първите“, с капитан Евгения Медведева. Заема четвърто място в кратката програма и е единствената от отбора, която не допуска грешки. Във волната програма прави грешки на двата си опита за четворен лутц и завършва трета, а отборът ѝ остава на второ място.
Трусова е избрана да участва на Световното първенство 2021 в Стокхолм. В кратката програма Трусова остава на дванадесето място, след като докосва леда с ръка при троен лутц и не успява да изпълни втория скок от комбинацията. Във волната програма опитва пет четворни скока, падайки при два от тях, но заради високата базова стойност на програма ѝ, грешки на другите състезателки и приземените три четворни скока успява да финишира на трето място, 8.57 точки пред четвъртата Карън Чен. Тя е на подиума заедно с Шербакова и Туктамишева и така за първи път от САЩ през 1991 едни страна окупира целия подиум на Световно Първенство.
На 1 май е обявено, че Трусова се завръща в Самбо-70 при предишната си треньорка Тутберидзе.

### Сезон 2021 – 2022: олимпийски сребърен медал
Трусова избира музиката от филма Круела за волната си програма, след като го гледа три пъти и успява да убеди треньорите си. Тя изпълнява тази програма за първи път на Руските тестови пързаляния 2021 в Челябинск, където приземява чисто пет четворни скока за първи път. Въпреки това тя каза „това не е състезание, така че не съм удовлетворена“. Следващата седмица Трусова се състезава на U.S. Classic 2021 в Бостън, където прави грешки на четири от петте си четворни скока, но въпреки това печели състезанието пред южнокорейката Парк Йеон-Жеон. В края на октомври е съобщено, че Трусова е получила контузия в крака малко преди Skate America 2021, което не ѝ позволява да тренира на максимум. Въпреки контузията Трусова участва и печели кратката програма с личен рекорд от 77.69, печели също и волната след четворен лутц. В началото на ноември Трусова решава да се оттегли от втория етап на Гран При NHK Trophy 2021.
Трусова се завръща на Руското национално първенство 2022, като остава пета в кратката програма след грешка на троен аксел. Въпреки две грешки при скокове, остава втора във волната програма и печели сребърен медал. След състезанието тя казва „четворният толуп не проработи“ но въпреки това „съм доволна от резултата“. На Европейското първенство в Талин Трусова остава трета в кратката програма, въпреки че пада при опит за троен аксел. Във волната приземява два от трите си четворни скока, печелейки второто си сребро от Европейски първенства. Въпреки медала, тя казва, че не е доволна от пързалянето си, заради грешките. На 20 януари официално е обявено, че Трусова ще е част от Олимпийския отбор на Русия.
По време на Зимните Олимпийски игри в Пекин 2022 Трусова пада на недозавъртян троен аксел и получава отсъждане за неясен ръб при изпълнението на троен флип, но остава четвърта в кратката програма, 5.24 точки зад третата Каори Сакамото. Във волната програма Трусова приземява и петте си четворни скока, въпреки че получава неясен ръб на четворния флип и негативни оценки за изпълнение на четворен толуп и четворен лутц. Тя печели волната програма с нов Олимпийски рекорд за технически резултат от 106.16, както и олимпийски рекорд за волна програма от 177.13. Въпреки това, тя остава втора в състезанието зад Шербакова, печелейки сребърен медал. Трусова става първата жена, приземила четворен флип и четворен лутц на Олимпийски игри. Тя е първата жена, приземила четири и пет четворни скока на състезание, както и на Олимпийски игри. Въпреки емоционалната си реакция заради това, че не печели златен медал , Трусова получава медала си на подиума. На пресконференцията след състезанието Трусова казва „Какво се случваше в душата ми, когато казах, че мразя този спорт? Не съм печелила голямо състезание от три години. Мислех, че ако изпълня всички скокове ще спечеля, но не се случи“.
В началото на Март Международният Кънки Съюз отстранява всички фигуристи и официални лица от Русия и Беларус от участие на Световното първенство, заради руската инвазия в Украйна, в резултат на което Трусова не може да участва в състезанието. Трусова отказва участие на Купата на Първи Канал 2022 в края на март, казвайки „Все още не съм готова да се състезавам след Олимпиадата. Искам да изчакам още малко“.
През Април Трусова взема участие в турнето от шоупрограми на групата на Етери Тутберидзе „Шампиони на леда“. На шоуто в Москва на 13 април, Трусова представя нова гала програма под музиката на руската певица Йолка – Не брошу на полпути (Няма да се откажа на средата на пътя). На 16 април, за първи път след напускането си, Трусова се завръща при групата на Евгений Плюшченко, за да участва в гала шоуто „Съюз на шампиони“. На шоуто в Санкт Петербург, Трусова за първи път изпълнява програма по двойки, заедно си бившия си хореограф Дмитрий Михайлов, под съпровода на песента Can`t help falling in love (не мога да не се влюбя) на Диана Анкудинова. В интервю за youtube канала Waction Трусова казва „Петорен скок? Бих искала да се опитам да науча такъв. Ако се получи, искам да го направя първа. Не само сред жените. Все още никой не е опитвал петорен скок“. 
На 9-и юни Трусова участва в младежко състезание на скок дължина, където остава на последното 6-о място с най-дълъг скок от 4.19 м.

### Сезон 2022 – 2023: смяна на треньорския щаб
Трусова стартира новия сезон на Руските тестови пързаляния в Москва. Там тя представя новата си кратка програма под кавър- версията на Ани Ленъкс на песента "I put a spell on you". Трусова не излиза за волна програма на следващия ден заради контузия в гърба.
На 1 октомври ТАСС съобщава, че Трусова се разделя с Етери Тутберидзе, Сергей Дудаков и Даниил Глейкенгауз, за да се присъедини към ЦСКА и треньорския щаб на Светлана Соколовска.
На 29 октомври Трусова участва на първото си състезание след Олимпийските игри в Пекин. Тя стартира във втория етап в Сочи от новосъздадените Руски Гран При серии. Трусова дебютира нова кратка програма под песента на Индила "Ainsi bas la vida". Допуска грешка при изпълнението на комбинацията троен лутц- троен тулуп, като изпълнява само двоен тулуп с лошо приземяване. С резултат от 70.20 остава на второ място на почти 9 точки от бившата си съотборничка Аделия Петросян. На следващия ден Трусова дебютира нова волна програма под песните "I believe I can fly"(кавър версия) и "When you are high". Трусова опитва само един четворен скок- лутц, но пада при изпълнението му. Освен това изпълнява двоен ритбергер и двоен салхов, вместо планираните тройни и не успява да приземи правилно двоен аксел. С оценка 138.35 Трусова остава трета във волната програма. С общ сбор 208.55  е трета и в общото класиране, зад Петросян и съотборничката ѝ в ЦСКА София Самоделкина. Трусова завършва на близо 31 точки зад Петросян.

## Техника на пързаляне
Трусова с отличава със способността си да изпълнява в състезания голям репертоар от четворни скокове, повече от всички останали фигуристки. Тази ѝ способност я отличава особено във волната програма, заради високата базова стойност на четворните скокове. Към момента Международния Кънки Съюз не позволява изпълняването на четворни скокове при жените в кратката програма. На Световното Първенство 2021 тя приземява три от планираните пет четворни скока и се придвижва от дванадесето място в кратката програма, до трето място в общото класиране.
На етапа от МГП Литва 2018 Трусова става първата жена, приземила четворен скок в комбинация – четворен и троен толуп. Ма МГП Армения 2018 става първата, приземила четворен лутц в междунардно състезание. На Олимпийските игри в Пекин става първата жена приземила четири и пет четворни скока в една програма. Трусова е първата и единствена жена, която се състезава с четири различни четворни скока – толуп, салхов, флип и лутц. Коронният елемент на Трусова извън скоковете е cantilever – силно накланяне на цялото тяло назад с глава, почти докосваща леда по време на пързаляне.

## Програми
| Сезон       | Кратка Програма | Волна Програма | Гала Програма |
| ----------- | --- | --- | --- |
| 2022 – 2023 | - Ainsi bas la vida от Индила хореография Никита Михайлов - I Put a Spell on You от Джей Хоукинс изпълнение на Ани Ленъкс хореография Даниил Глейкенгауз | - I Believe I Can Fly (Epic Trailer Version) от J2 и Кейси Хенсли - When You Are High от enryoki хореография Никита Михайлов                                                                                 | |
| 2021 – 2022 | Фрида - Benediction and Dream - Solo tu - Alcoba azul от Елиът Голдентал хореография Даниил Глейкенгауз                                                  | Круела - Call me Cruella от Florence and the Machine - The True story of Cruella`s birth от Николас Брител - I Wanna Be Your Dog от Джон МакКрий хореография Даниил Глейкенгауз                              | - Can`t Help Falling in Love съвместен номер с Дмитрий Михайлов изпълнение на Диана Анкудинова хореография Дмитрий Михайлов - Не Брошу на Полпути от Йолка Жената чудо - Song to the siren от Роуз Бетис - Wonder Women, a call to Stand от филма Zack Snyder's Justice League от Том Холкенборг |
| 2020 – 2021 | - Love Story от Лола Астанова, Стьепан Хаусер - Appassionata от Ролф Льовланд хореография Сергей Розанов, Евгений Плюшченко                              | Ромео и Жулиета - О Верона от Крейг Армстронг - Come, Gentle Night от Абел Корженьовски - Танц на рицарите от Сергей Прокофиев изпълнение на Ричард Клайдерман хореография Сергей Розанов, Евгений Плюшченко | - Game of Survival от Руел |
| 2019 – 2020 | Peer Gynt - Solveig`s Song - In the Hall of the Mountain King от Едвард Григ хореография Даниил Глейкенгауз                                              | Игра на Тронове - Pray (High Valyrian) – For the Throne от Матю Белами - The Night King от Рамин Джавади хореография Даниил Глейкенгауз, Етери Тутберидзе                                                    | - Unstoppable от Сиа - Серенада от Франц Шуберт аранжимент Ференц Лист |
| 2018 – 2019 | Убий Бил vol.1 - Bang Bang (My Baby Shot Me Down) от Нанси Синатра - Battle Without Honor or Humanity от Томоясу Хотей хореография Даниил Глейкенгауз    | Петият Елемент - Kill The Target от Томоясу Хотей - Katana Groove от Томоясу Хотей - Lucia di Iammermoor от Ерик Сера - The Diva Dance от Ерик Сера хореография Даниил Глейкенгауз                           | - Unstoppable от Сиа - Bing Spender от Пеги Лий - Jumpin' Jack от Big Bad Voodoo Daddy |
| 2017 – 2018 | - Bing Spender от Пеги Лий - Jumpin' Jack от Big Bad Voodoo Daddy                                                                                        | Четирите Годишни Времена: Лято от Антонио Вивалди реаранжирано от Макс Рихтер | |
| 2016 – 2017 | - Your Heart is As Black As Night от Мелъди Гардо | - Galicia Flamenca от Джино Д`Аури | |
| 2015 – 2016 | - Paint it Black от Ванеса Карлтън | - Crystallize от Линдзи Стърлинг - My Immortal от Линдзи Стърлинг - Spontaneous Me от Линдзи Стърлинг | |
| 2014 – 2015 | - Mexican Hat Dance от Поп Оркестър Синсинати | - Pan's Lullaby от Pan's Labyrinth на Хавиер Нарарете | |